# 亚历克斯·伊沃比
亚历山大·丘卡·伊沃比（英語：Alexander Chuka Iwobi，/ɪˈwoʊbi/ ih-WOH-bee；1996年5月3日—），是一名尼日利亞足球員，現時效力英格蘭超級足球聯賽球會富咸及尼日利亞國家足球隊。司職翼鋒。

## 俱乐部生涯

### 阿仙奴
伊禾比於年幼時已經加入阿仙奴青訓系統。於2013年9月25日對陣西布朗的英格蘭聯賽盃賽事中，他首次被列入大軍名單，但並沒有上場。
2015年10月，伊禾比簽署了他們的第一份職業合同。2015年10月27日，他於英格蘭聯賽盃十六強的賽事中首次為阿仙奴上陣，對手為錫周三，但該仗阿仙奴以3比0落敗。4天後，伊禾比於客勝史雲斯3比0的比賽中，首次於聯賽上陣，他於補時階段後備入替。在首戰方面，伊禾比則在5比1客負拜仁慕尼黑的比賽中，最後5分鐘入替。伊禾比亦曾於英格蘭足總盃第三圈對陣新特蘭和第四圈對陣般尼的比賽中上陣。
2015年3月19日，伊禾比在英超對陣愛華頓時，射入首個聯賽入球。其後在下一場聯賽，對陣屈福特的時射入1球。
於2016-17賽季改穿7號球衣後，伊禾比改穿17號球衣。
2016年12月6日，伊禾比在於對陣巴素利時，射入1球，協助阿仙奴作客以4比1大勝，以分組賽小組首名晉級十六強。4日後，伊禾比取得當季英超聯賽首個入球，在對陣時，射入1球，協助球隊以3比1勝出。於本季的足總盃比賽方面，伊禾比於決賽為球隊上陣，助球隊以2比1擊敗車路士奪冠。他亦於次季的英格蘭社區盾賽事中上陣，協助球隊以互射十二碼的形式再次擊敗車路士奪冠。

## 國家隊生涯

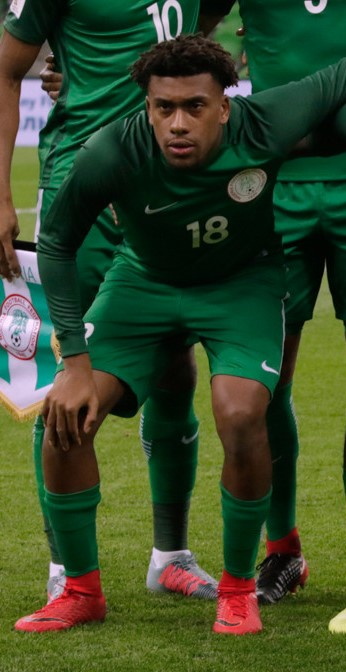
2017年，為尼日利亞國家足球隊上陣前的伊禾比，對手為阿根廷國家足球隊

伊禾比曾為英格蘭U16、U17及U18上陣。其後，他選擇為尼日利亞國家足球隊上陣。2015年10月8日，他完成了在國家隊的首戰，在對陣剛果民主共和國國家足球隊的比賽中，於第57分鐘入替，但球隊最終以0比2落敗。
伊禾比曾入選尼日利亞隊參加2016年夏季奧林匹克運動會的35人初選名單，但未能入選最終18人大軍名單。
2017年8月，伊禾比因傷退出參加該月2018年國際足協世界盃外圍賽的大軍名單。10月17日，他於對陣贊比亞國家足球隊攻入1球，助球隊鎖定參加2018年國際足協世界盃的資格。伊禾比入選了參加世界盃決賽週的大軍名單，於決賽週出局後，他表示球隊需從出局的表現中學習。

## 個人生活
伊禾比於尼日利亞拉各斯出生，並於4歲時移民至英格蘭。他的叔叔為尼日利亞進攻中場奧高查（Jay-Jay Okocha）。

## 統計數字

### 球會
截至2016年10月20日
| 球會     | 賽季        | 聯賽               | 聯賽 | 聯賽 | 足總盃 | 足總盃 | 聯賽盃 | 聯賽盃 | 歐洲賽事 | 歐洲賽事 | 其他 | 其他 | 總計 | 總計 |
| 球會     | 賽季        | 聯賽               | 出場 | 入球 | 出場   | 入球   | 出場   | 入球   | 出場     | 入球     | 出場 | 入球 | 出場 | 入球 |
| -------- | ----------- | ------------------ | ---- | ---- | ------ | ------ | ------ | ------ | -------- | -------- | ---- | ---- | ---- | ---- |
| 阿仙奴   | 2015-16賽季 | 英格蘭超級足球聯賽 | 13   | 2    | 5      | 0      | 1      | 0      | 2        | 0        | 0    | 0    | 21   | 2    |
| 阿仙奴   | 2016-17賽季 | 英格蘭超級足球聯賽 | 26   | 3    | 3      | 0      | 2      | 0      | 7        | 1        | —    | —    | 38   | 4    |
| 阿仙奴   | 2017-18賽季 | 英格蘭超級足球聯賽 | 26   | 3    | 1      | 0      | 5      | 0      | 6        | 0        | 1    | 0    | 39   | 3    |
| 阿仙奴   | 2018-19賽季 | 英格蘭超級足球聯賽 | 27   | 3    | 2      | 1      | 3      | 0      | 8        | 1        | 0    | 0    | 40   | 5    |
| 生涯總計 | 生涯總計    | 生涯總計           | 92   | 11   | 11     | 1      | 11     | 0      | 23       | 2        | 1    | 0    | 138  | 14   |

1. 1 2  於歐洲聯賽冠軍盃的比賽中上陣
2. 1 2  於欧足联欧洲联赛的比賽中上陣
3. ↑  於英格蘭社區盾的比賽上陣

### 國家隊上陣次數

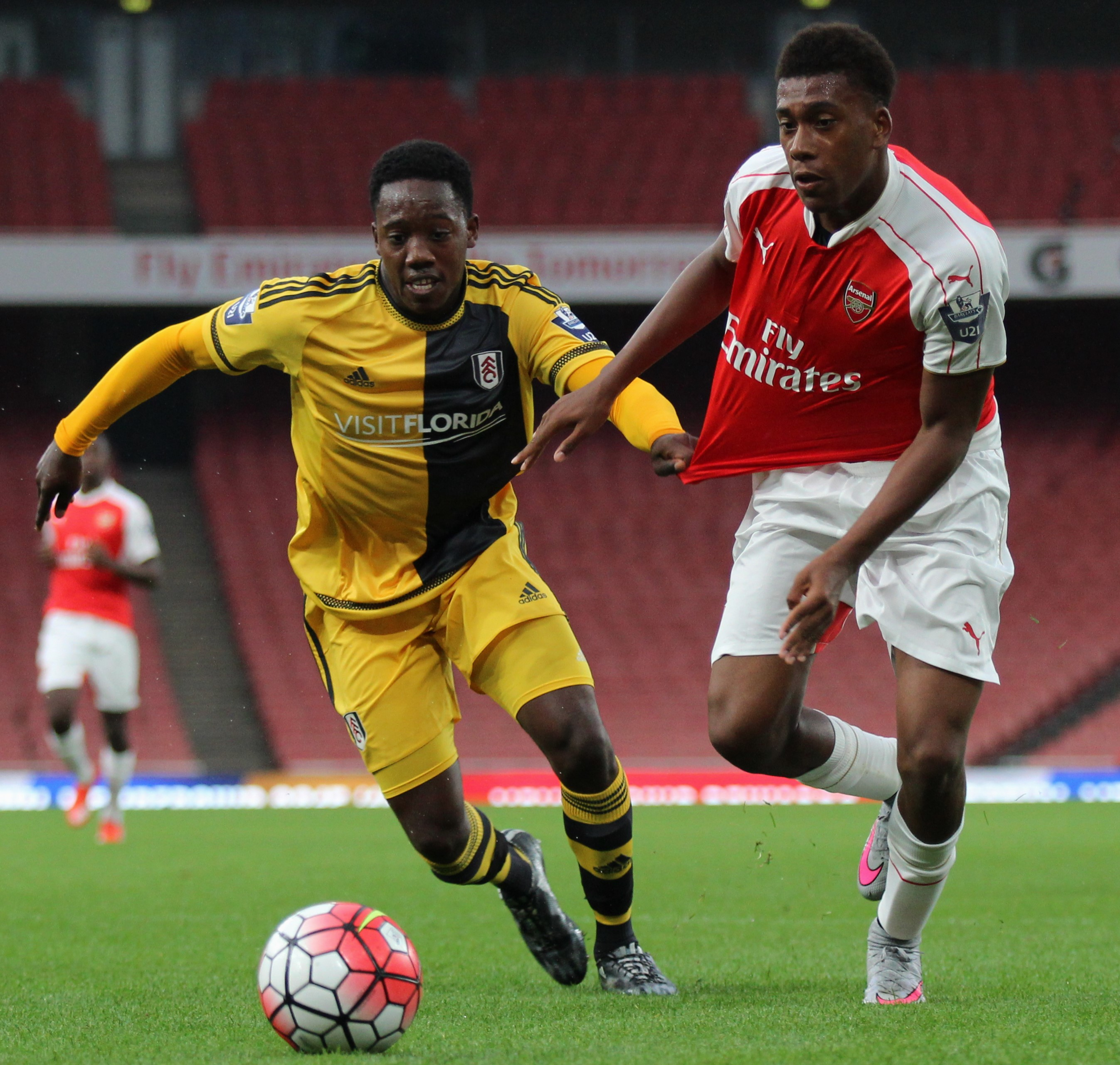
效力阿仙奴青年軍時期的伊禾比

截至2017年11月14日
| 國家隊   | 球會   | 年份   | 上陣 | 入球 |
| -------- | ------ | ------ | ---- | ---- |
| 尼日利亞 | 阿仙奴 |        |      |      |
| 尼日利亞 | 阿仙奴 | 2015年 | 2    | 0    |
| 尼日利亞 | 阿仙奴 | 2016年 | 6    | 1    |
| 尼日利亞 | 阿仙奴 | 2017年 | 5    | 3    |
| 尼日利亞 | 阿仙奴 | 2018年 | 12   | 1    |
| 尼日利亞 | 阿仙奴 | 2019年 | 1    | 0    |
| 總計     | 總計   | 總計   | 27   | 5    |

### 國家隊入球
尼日利亞隊的比數及入球列前。
| #  | 日期           | 地點                                      | 對手   | 入球 | 比數 | 比賽                       |
| -- | -------------- | ----------------------------------------- | ------ | ---- | ---- | -------------------------- |
| 1. | 2016年10月9日  | 贊比亞，恩多拉，利維·姆瓦納瓦薩體育場     | 尚比亞 | 1–0  | 2–1  | 2018年國際足協世界盃外圍賽 |
| 2. | 2017年10月7日  | 尼日利亞，烏約，戈兹威尔·阿卡帕比爾體育場 | 尚比亞 | 1–0  | 1–0  | 2018年國際足協世界盃外圍賽 |
| 3. | 2017年11月14日 | 俄羅斯，克拉斯诺达尔，克拉斯諾達爾體育場  | 阿根廷 | 2–2  | 4–2  | 友誼賽                     |
| 4. | 2017年11月14日 | 俄羅斯，克拉斯诺达尔，克拉斯諾達爾體育場  | 阿根廷 | 4–2  | 4–2  | 友誼賽                     |
| 5. | 2018年6月2日   | 英格蘭，倫敦，                            | 英格兰 | 1–2  | 1–2  | 友誼賽                     |

## 榮譽

### 球會
阿仙奴
- 英格蘭足總盃冠軍：2016-17賽季[17]
- 英格蘭社區盾冠軍：2017年[18]

### 個人
- 非洲足球協會年度最佳年青球員：2016年[35]
- 非洲足球協會年度最佳陣容：2016年[36]

## 外部連結
- 足球数据库：亚历克斯·伊沃比的球员统计数据